# Pintor de Hemón

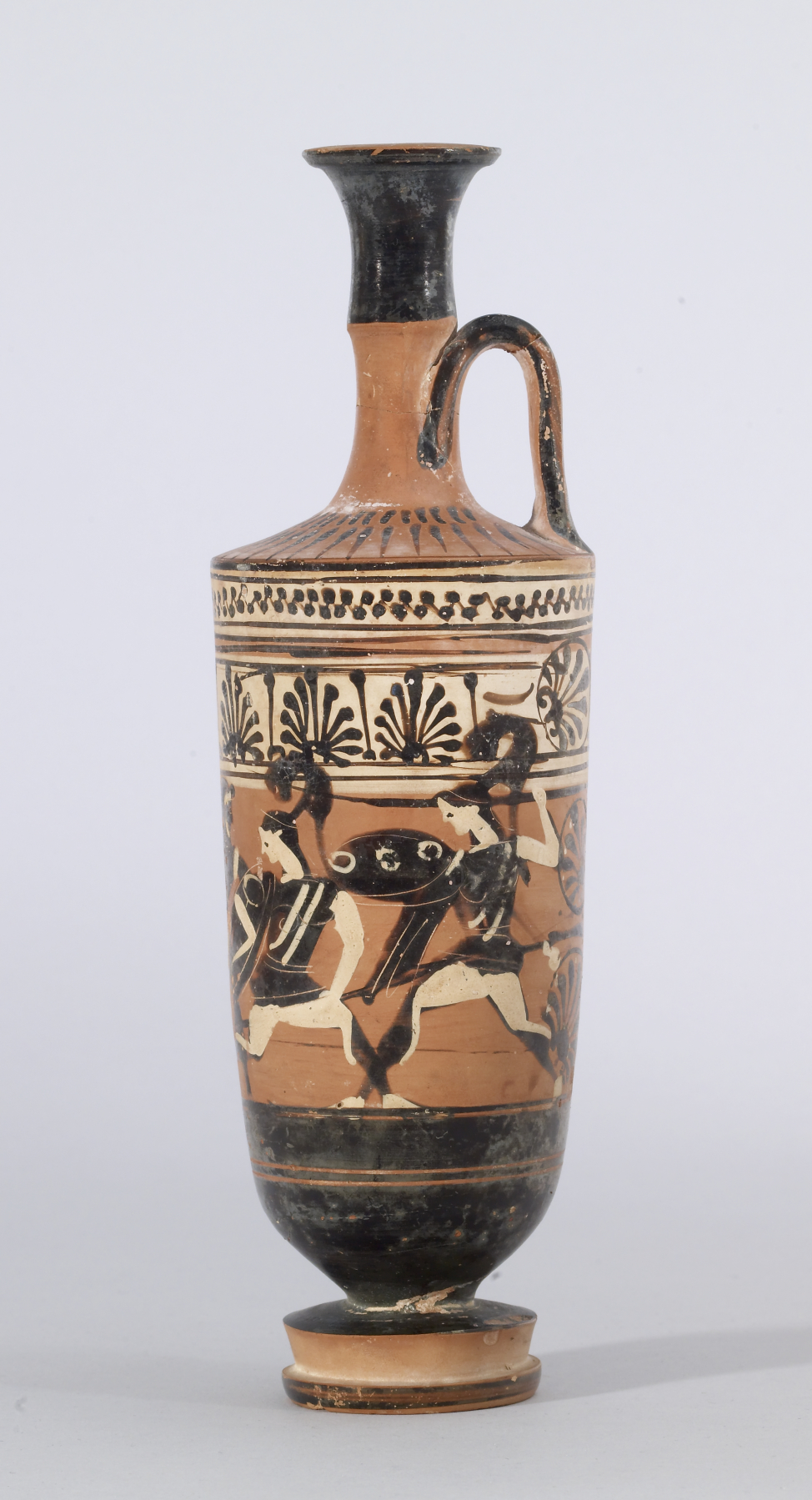
Tres amazonas y Heracles, Museo Walters.

Como Pintor de Hemón se conoce a quien diseñó en el siglo V a. C. un conjunto de obras de cerámica de figuras negras cuya autoría relacionó el arqueólogo británico John Beazley y la arqueóloga neerlandesa C. H. Emilie Haspels. Se desconoce su nombre, pero se cree que se especializó en lécitos y se relacionó con más ceramistas atenienses.
Fue contemporáneo del Pintor de Safo y del Pintor de Diosfo. Decoraba lécitos de pequeño tamaño, estrechos, en cuya parte baja figuraba la doble línea blanca que destaca sobre la negra, detalle sin duda iniciado por el Pintor de Diosfo.